# Ywan de Mol
Ywan de Mol, ook bekend als Ywaen de Mol van Leetbergen (Ledeberg ?, vóór 1407-1470), was leenman van de hertog van Brabant uit de 15e eeuw.
De Mol werd vóór 1407 geboren, vermoedelijk in Ledeberg bij Gent, als telg uit een geslacht van stedelijke bestuurders uit deze regio. In 1456 kocht hij de heerlijkheid Deurne van Jan van Doerne, waardoor deze heerlijkheid voor het eerst niet in handen van het ministeriale geslacht Van Doerne was. De Mol werd vervolgens door de hertog beleend met deze heerlijkheid, en door de heer van Cranendonck met het Klein Kasteel, waar de heer traditioneel resideerde. Hij bleef heer van Deurne tot zijn dood in 1470.
Hij bekleedde in elk geval in de jaren 1463 en 1466 een hoog ambt in het hertogdom Brabant, namelijk dat van hoogschout van stad en Meierij van 's-Hertogenbosch.
Hij huwde achtereenvolgens met Geertruyd Pieck en Judith Pieck. Uit het tweede huwelijk werden drie dochters geboren, Josina, Willemine en Marie. De eerste volgde hem te Deurne op.

## Misverstanden
In vele publicaties wordt vermeld dat hij het Groot Kasteel bouwde. Dat was gebaseerd op het vermoeden dat de heer van Deurne in de 15e eeuw op dat kasteel woonde, terwijl gedacht werd dat dit gebouw in 1462 was gebouwd. Onderzoek heeft echter aangetoond dat de heren, inclusief Ywan de Mol, in deze periode op het Klein Kasteel woonden, en het Groot Kasteel bovendien ook ouder is. De Mol kan dus met geen mogelijkheid een van beide gebouwen hebben gebouwd.

## Trivia
- In Deurne werd de Ywan de Molstraat naar hem genoemd.[2]